# Formica spatulata
Formica spatulata är en myrart som beskrevs av William F. Buren 1944. Formica spatulata ingår i släktet Formica och familjen myror. Inga underarter finns listade i Catalogue of Life.

## Bildgalleri

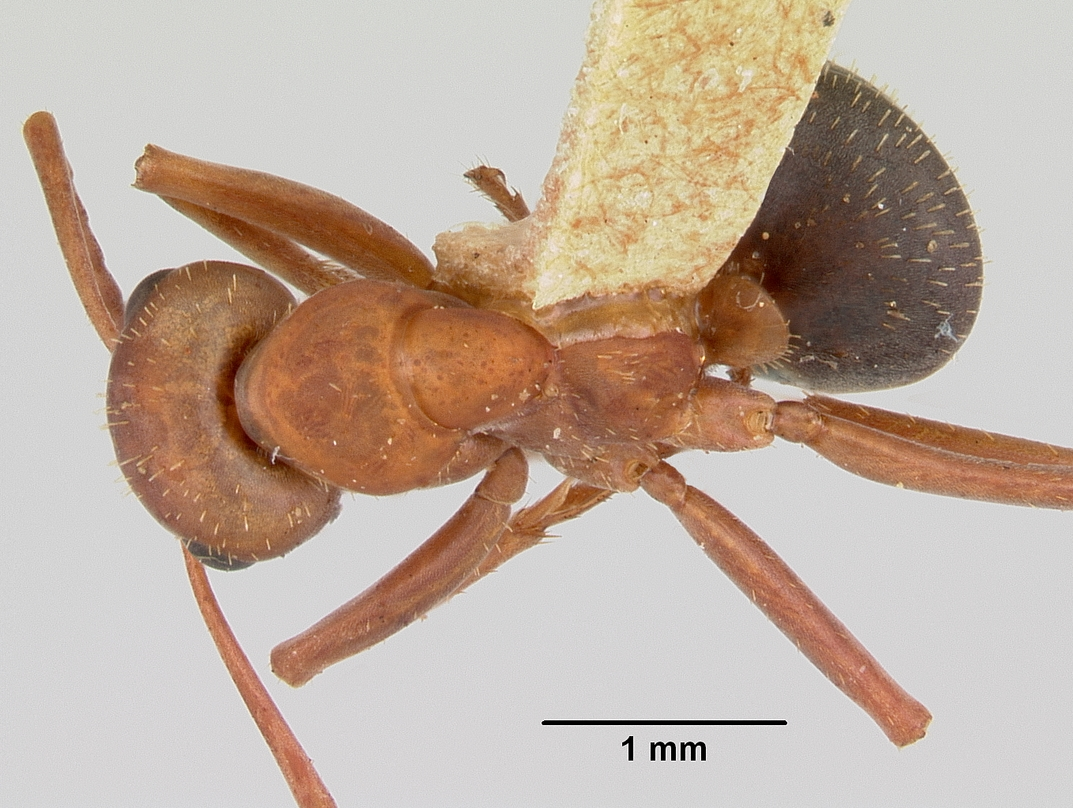
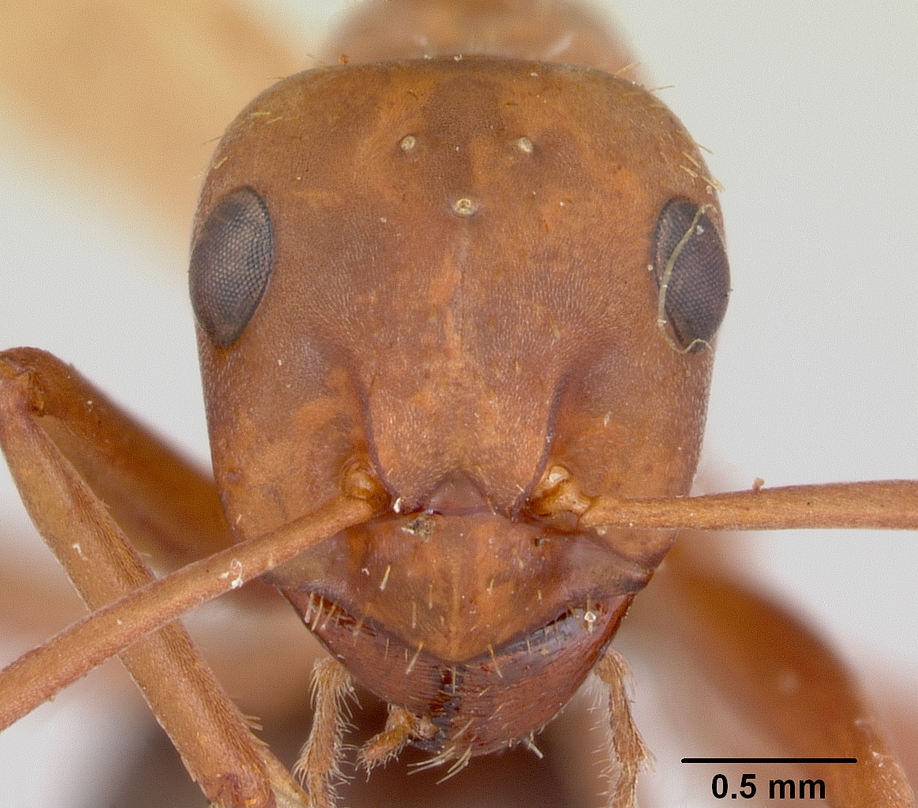
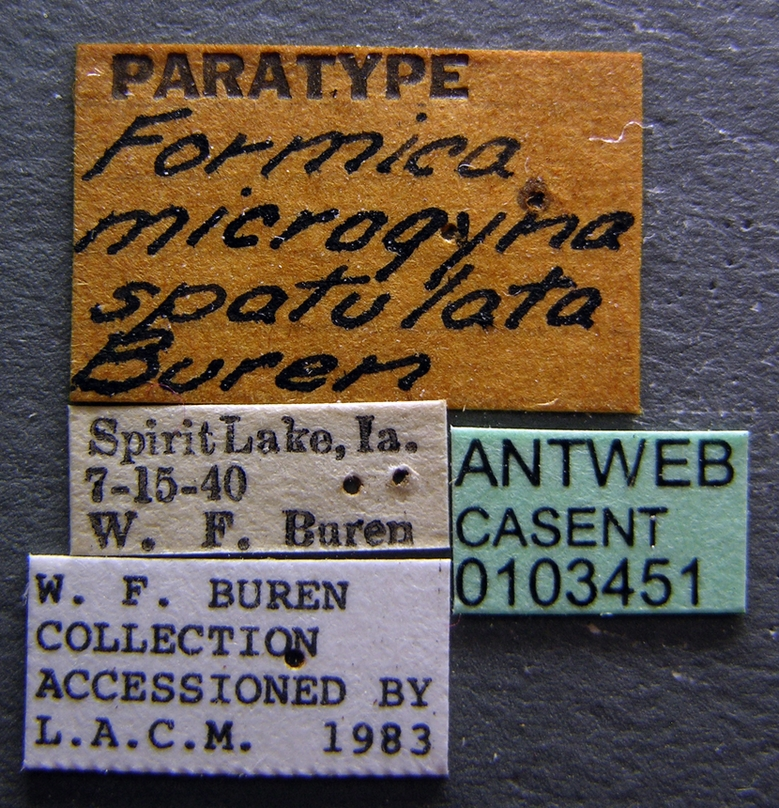
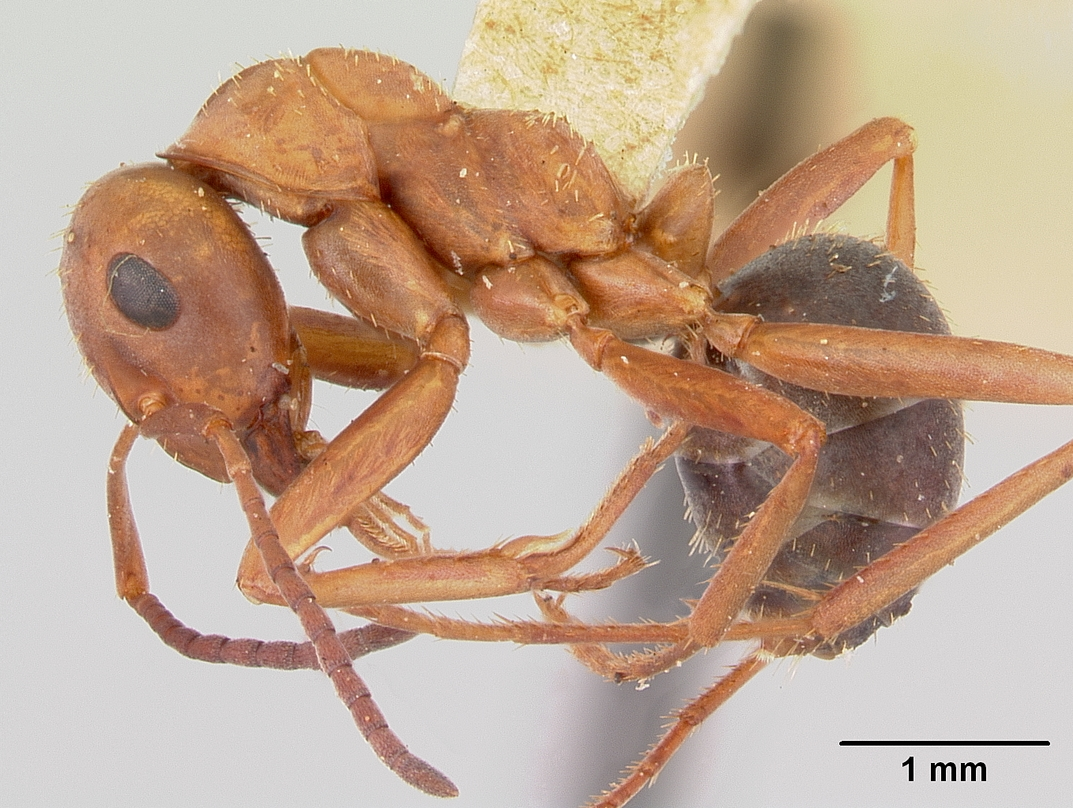
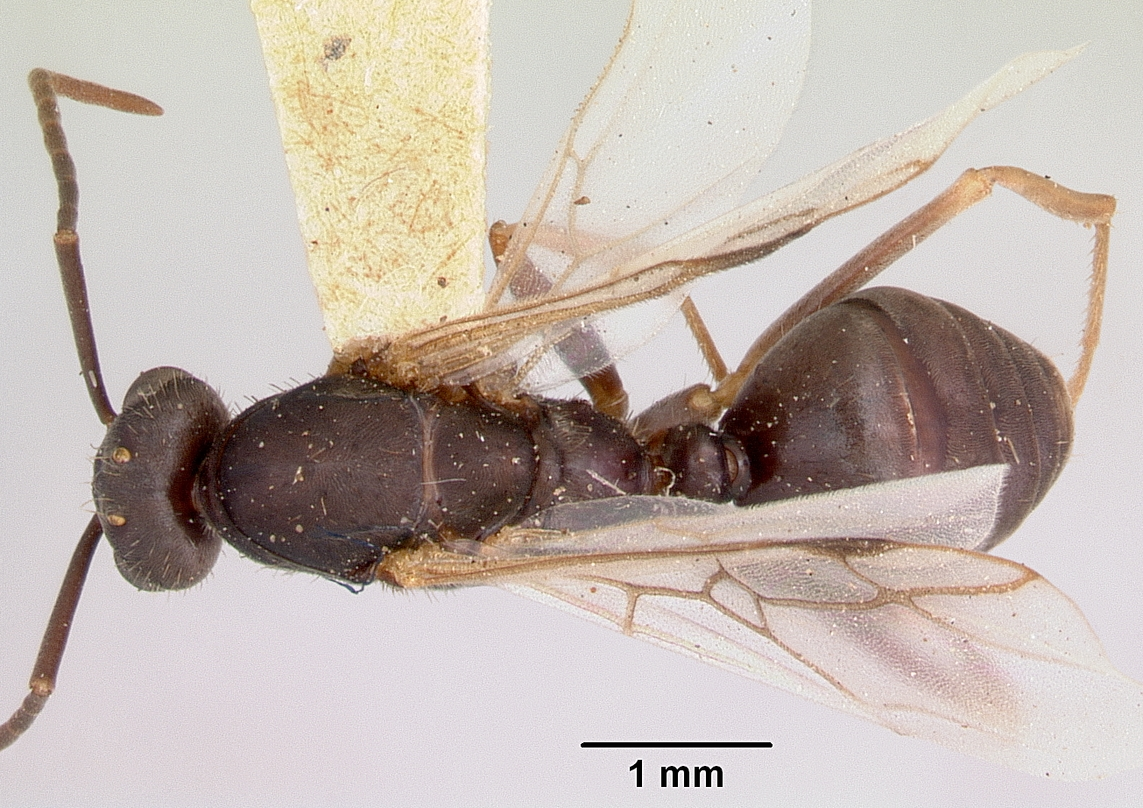
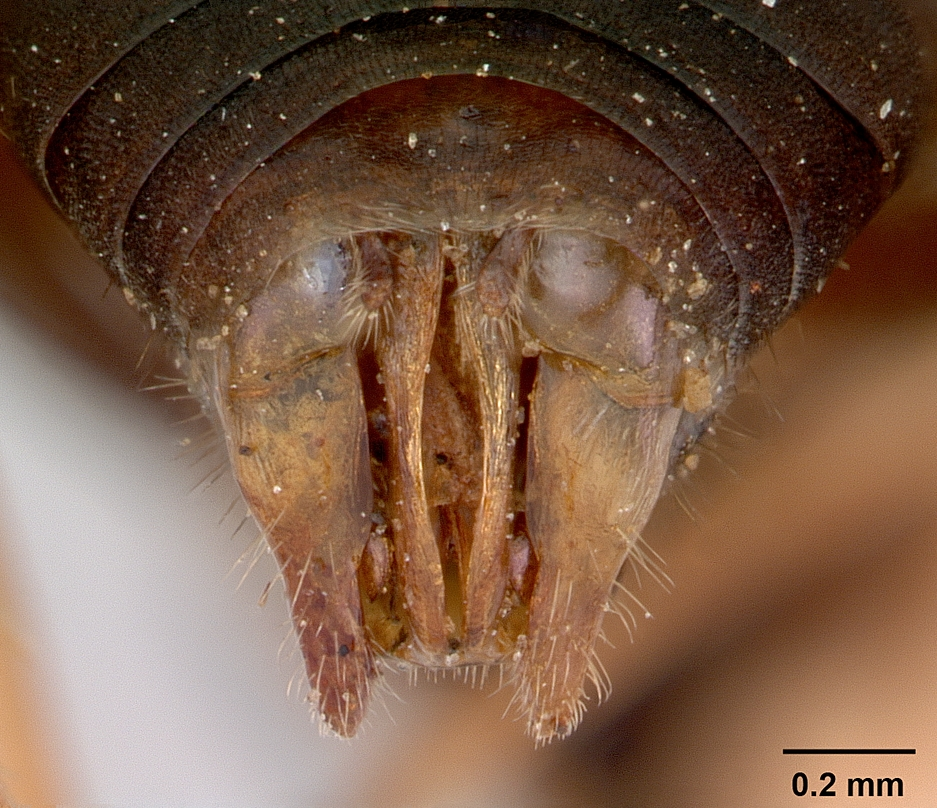